# Нэнко дзёрэцу
Нэнко дзёрэцу (яп. 年功序列) ― японская система, согласно которой более старший по возрасту человек занимает более высокий пост в организации и его зарплата, таким образом, увеличивается по мере приближения момента выхода на пенсию.
Преимуществом системы, называемой «повозрастной» выделяют то, что она позволяет пожилым сотрудникам достигать более высокого уровня заработной платы до выхода на пенсию. Также, считается, что данная система обеспечивает наличие у руководителей организации большего опыта. Её недостатком является то, что она не позволяет молодым сотрудникам продвигаться по службе, а те, у кого есть специальные навыки, не могут быть повышены до уже переполненных руководящих должностей. Система также не гарантирует и не создаёт условий для привлечения «нужных людей для правильной организации работы».
В связи с системой Нэнко дзёрэцу уровень текучести кадров в Японии оказывается в два раза ниже, чем в США. Система оплаты труда по выслуге лет также используется в японском правительстве. Места в японском парламенте обычно занимают старшие члены от каждой партии.
После того, как в Японии в конце 1980-х годов лопнул экономический пузырь, а в 2000-м году произошёл крах венчурных капиталов, вложенных в (доткомы), приведший к банкротству сотен компаний, порождённых «информационной экономикой», система оплаты труда по выслуге лет стала менее популярной в среде японского бизнеса, поскольку организации не могли позволить себе содержать пожилых сотрудников с высокой зарплатой. Многие руководители среднего звена, которые поднялись по корпоративной лестнице с помощью системы Нэнко дзёрэцу, стали жертвами корпоративной реструктуризации.
В силу всё большего проникновения в японскую корпоративную культуру западных тенденций, в последнее время всё чаще наблюдается нарушение системы Нэнко, приводящий к тому, что младший по возрасту может занимать более высокую должность, чем его пожилой коллега. В подобных случаях возникает путаница с иерархическими атрибутами. Например, какой уровень вежливой речи использовать? У японцев, приученных к традиционной иерархической системе, в такие моменты происходит когнитивный диссонанс.